# Férfi síugró csapatverseny nagysáncon a 2022. évi téli olimpiai játékokon
A 2022. évi téli olimpiai játékokon a síugrás férfi csapatversenyét nagysáncon február 14-én rendezték. Az aranyérmet az osztrák csapat nyerte. A versenyszámban nem vett részt magyar csapat.

## Naptár
Az időpontok helyi idő szerint (UTC+8), zárójelben magyar idő szerint (UTC+1) olvashatóak.
| Forduló         | Időpont                    |
| --------------- | -------------------------- |
| Döntő, 1. ugrás | február 14., 19:00 (12:00) |
| Döntő, 2. ugrás | február 14., 20:06 (13:06) |

## Eredmények
|          |                        | | 1. forduló              | 1. forduló                    | 1. forduló | 2. forduló              | 2. forduló                    | 2. forduló | Összesen                      |
| Helyezés | R                      | Csapat | Táv (m)                 | Pont                          | Hely.      | Táv (m)                 | Pont                          | Hely.      | Pont                          |
| -------- | ---------------------- | --- | ----------------------- | ----------------------------- | ---------- | ----------------------- | ----------------------------- | ---------- | ----------------------------- |
| Arany    | 10 10–1 10–2 10–3 10–4 | Ausztria (AUT) · Stefan Kraft · Daniel Huber · Jan Hörl · Manuel Fettner                                             | 127,5 130,5 133,0 128,0 | 458,4 111,6 116,1 120,2 110,5 | 2.         | 121,5 129,0 137,5 128,0 | 484,3 119,7 115,1 130,5 119,0 | 1.         | 942,7 231,3 231,2 250,7 229,5 |
| Ezüst    | 8 8–1 8–2 8–3 8–4      | Szlovénia (SLO) · Lovro Kos · Cene Prevc · Timi Zajc · Peter Prevc                                                   | 134,0 132,0 124,0 129,0 | 467,4 126,7 119,3 110,6 110,8 | 1.         | 120,0 132,0 126,0 127,0 | 467,0 107,7 126,3 117,0 116,0 | 3.         | 934,4 234,4 245,6 227,6 226,8 |
| Bronz    | 11 11–1 11–2 11–3 11–4 | Németország (GER) · Constantin Schmid · Stephan Leyhe · Markus Eisenbichler · Karl Geiger                            | 126,5 127,5 136,0 121,0 | 446,5 112,7 108,7 119,4 105,7 | 4.         | 122,0 129,0 139,5 128,0 | 476,4 106,6 113,3 137,5 119,0 | 2.         | 922,9 219,3 222,0 256,9 224,7 |
| 4.       | 9 9–1 9–2 9–3 9–4      | Norvégia (NOR) · Halvor Egner Granerud · Daniel-André Tande · Robert Johansson · Marius Lindvik                      | 138,0 130,5 125,5 121,0 | 456,5 128,3 118,2 109,7 100,3 | 3.         | 118,5 124,0 136,5 126,5 | 465,6 108,5 113,7 127,8 115,6 | 4.         | 922,1 236,8 231,9 237,5 215,9 |
| 5.       | 7 7–1 7–2 7–3 7–4      | Japán (JPN) · Yukiya Satō · Naoki Nakamura · Junshirō Kobayashi · Kobajasi Rjójú                                     | 126,0 124,5 128,5 134,0 | 438,5 110,8 96,6 105,1 126,0  | 5.         | 124,0 122,0 120,0 132,5 | 444,3 114,9 97,8 99,0 132,6   | 6.         | 882,8 225,7 194,4 204,1 258,6 |
| 6.       | 6 6–1 6–2 6–3 6–4      | Lengyelország (POL) · Piotr Żyła · Paweł Wąsek · Dawid Kubacki · Kamil Stoch                                         | 118,0 131,5 122,0 137,0 | 434,5 96,4 116,1 95,5 126,5   | 6.         | 125,5 120,0 126,0 127,5 | 445,6 119,5 97,2 107,5 121,4  | 5.         | 880,1 215,9 213,3 203,0 247,9 |
| 7.       | 4 4–1 4–2 4–3 4–4      | Az Orosz Olimpiai Bizottság versenyzői (ROC) · Danyil Szadrejev · Roman Trofimov · Mihail Nazarov · Jevgenyij Klimov | 128,5 127,0 120,0 118,0 | 410,6 115,4 103,1 92,8 99,3   | 7.         | 119,0 119,5 117,0 121,0 | 395,9 100,4 99,7 89,3 106,5   | 8.         | 806,5 215,8 202,8 182,1 205,8 |
| 8.       | 5 5–1 5–2 5–3 5–4      | Svájc (SUI) · Dominik Peter · Gregor Deschwanden · Simon Ammann · Killian Peier                                      | 112,0 122,0 116,0 118,5 | 367,0 87,7 103,6 87,5 88,2    | 8.         | 119,0 123,5 121,5 124,0 | 424,5 103,4 110,6 104,9 105,6 | 7.         | 791,5 191,1 214,2 192,4 193,8 |
| 9.       | 3 3–1 3–2 3–3 3–4      | Csehország (CZE) · Viktor Polášek · Čestmír Kožíšek · Filip Sakala · Roman Koudelka                                  | 108,0 109,0 101,0 107,5 | 279,5 76,8 70,9 55,4 76,4     | 9.         | kiesett                 | kiesett                       | kiesett    | 279,5 76,8 70,9 55,4 76,4     |
| 10.      | 2 2–1 2–2 2–3 2–4      | Egyesült Államok (USA) · Decker Dean · Patrick Gasienica · Kevin Bickner · Casey Larson                              | 92,5 105,5 103,0 106,0  | 261,0 69,3 59,7 63,5 68,5     | 10.        | kiesett                 | kiesett                       | kiesett    | 261,0 69,3 59,7 63,5 68,5     |
| 11.      | 1 1–1 1–2 1–3 1–4      | Kína (CHN) · Zhen Weijie · Lyu Yixin · Song Qiwu · Zhou Xiaoyang                                                     | 84,0 90,0 86,0 86,0     | 115,0 13,5 35,3 31,7 34,5     | 11.        | kiesett                 | kiesett                       | kiesett    | 115,0 13,5 35,3 31,7 34,5     |